# Balneário Gaivota
Balneário Gaivota é um município brasileiro do estado de Santa Catarina. Sua população, conforme estimativas do IBGE de 2022, era de 15,669 habitantes. Está a uma altitude de sete metros e possui uma área de 146,834 km², com uma densidade demográfica de 106,71 habitantes por km².
O município é conhecido por suas belas praias, lindas lagoas e seu calçadão. Possui 23 km de orla, a maior do estado de Santa Catarina, com 49 pequenas praias ao longo de sua extensão, incluindo ao sul uma das mais belas praias da região sul catarinense, Areias Claras. 
A cidade foi emancipada do município vizinho, Sombrio, em 29 de dezembro de 1995, por meio da Lei 10.054/1995. A localidade se desenvolveu devido à prática da pesca exploratória, atividade que até hoje, juntamente com o turismo e o setor imobiliário, constitui uma das principais bases da economia do município.
Faz limites com os municípios de Sombrio, a oeste; Balneário Arroio do Silva, ao norte; Passo de Torres, ao sul; e o Oceano Atlântico, a leste.

#### Educação
Uma pesquisa realizada pelo IBGE em 2010 indica que a taxa de escolarização de crianças entre 6 e 14 anos de idade é de 98,7%.

##### IDHM
O IBGE também estimou que o município possuía um IDHM de 0,728 em 2010, em comparação a 0,625 no ano de 2000, representando uma diferença de 0,103 pontos em relação ao ano de 2000.